# جوزيف كوران (نقابي)
جوزيف كوران (بالإنجليزية: Joseph Curran)‏ هو نقابي أمريكي، ولد في 1 مارس 1906 في نيويورك في الولايات المتحدة، وتوفي في 14 أغسطس 1981 في بوكا راتون في الولايات المتحدة بسبب سرطان.